# Lindoia do Sul
Lindoia do Sul est une ville brésilienne de l'ouest de l'État de Santa Catarina, fondée le 1er janvier 1980. Son économie est principalement basée sur l'agriculture et l'élevage.

## Géographie
Lindoia do Sul se situe par une latitude de 27° 03′ 12″ sud et par une longitude de 52° 04′ 00″ ouest, à une altitude de 643 mètres.
Sa population était de 4 642 habitants au recensement de 2010. La municipalité s'étend sur 195 km2.
Elle fait partie de la microrégion de Concórdia, dans la mésorégion Ouest de Santa Catarina.

## Villes voisines
Lindoia do Sul est voisine des municipalités (municípios) suivantes :
- Irani
- Concórdia
- Ipumirim
- Ponte Serrada